# Gut Schönerlinde

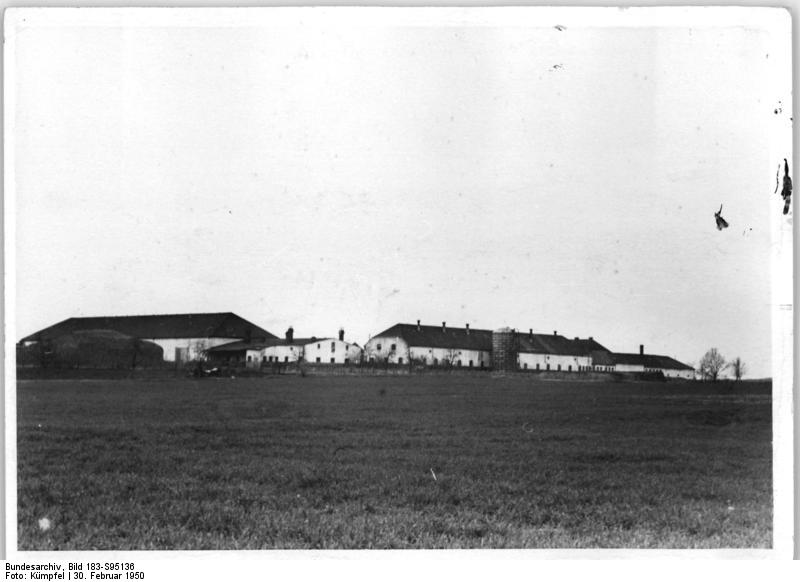
Stadtgut Schönerlinde im Jahr 1950

Das Gut Schönerlinde ist ein dem Land Berlin gehörendes Stadtgut in Schönerlinde, einem Ortsteil von Wandlitz im brandenburgischen Landkreis Barnim. Es wurde zu Beginn des 20. Jahrhunderts durch den Berliner Magistrat zunächst zur Verwaltung der neu geschaffenen Rieselfelder angelegt. Die 1978 ha große Fläche wurde später auch landwirtschaftlich und zur Viehhaltung genutzt. Aktuell sind die Gebäude und Teilflächen des Gutes Schönerlinde Sitz der Hauptverwaltung der Betriebsgesellschaft Stadtgüter Berlin mbH. Große Teile der Stadtgutfläche werden in ein Gewerbegebiet umstrukturiert, andere Flächen sind an Privatpersonen verpachtet, die dort weiterhin Landwirtschaft betreiben. 

## Geschichte
Der Berliner Magistrat erwarb außerhalb der Berliner Stadtgrenze in der Gemarkung Schönerlinde an der Mühlenbecker Straße größere Flächen und ließ bis 1910 an der Straße zwischen Schönerlinde und Mühlenbeck zur Verwaltung der Rieselfelder ein Gut anlegen. Bald konnte festgestellt werden, dass auf den berieselten Flächen Gemüse und Gras besonders gut gediehen. So wurden die abgetrockneten Felder bald auch zur besseren Versorgung der Berliner genutzt und Weideflächen eingerichtet. Für die Arbeiter wurden einfache mehrstöckige Backsteingebäude als Massenunterkünfte gebaut.
Als die Rote Armee am Ende des Zweiten Weltkrieges in die deutsche Hauptstadt einzog, richteten ihre Kommandeure auf dem Gut eine Unterkunft ein. Die Gebäude und die Felder wurden 1950 in das Eigentum von Ost-Berlin zurückgegeben. – Im Zusammenhang mit der Kollektivierung der Landwirtschaft entstand in den 1960er-Jahren das Volkseigene Gut (VEG) Schönerlinde. Es betrieb Feldwirtschaft und Tierhaltung (Schweine, Milchkühe, Pferde). Dazu wurden auch neue Massenställe errichtet wie ein 150 Meter langer Rinderstall oder ein Schweinestall. Rund 600 Personen fanden so Arbeit auf dem VEG.
Nach der Wende wurde das Volkseigentum in eine Gesellschaft mit beschränkter Haftung überführt und fiel als Eigentum an die Stadt Berlin zurück. Nach einer Modernisierung der Anlagen und der Technik wurden rund drei Viertel der Angestellten entlassen. Die verbliebenen Mitarbeiter spezialisierten sich auf die Milchviehhaltung. Sie versorgen nun 1020 Milchkühe, von denen 800 in dem umgebauten Großstall untergebracht sind. Das Gut betreibt auch sogenannte Grünlandwirtschaft, d. h. es stellt vor allem die benötigten Futtermittel selbst her und bietet auch Ausbildungsplätze. Die Stadtgüter Berlin mbH zählt mit ihren acht Betriebsstätten mittlerweile zu den größten Milcherzeugern in Deutschland (alles Stand 2003). Auch 2010 finden sich Hinweise im Internet, dass auf dem Gut Schönerlinde noch erfolgreich Milchkühe gehalten werden.
Aktuell firmiert die Einrichtung als Stadtgut Nord – Gut Schönerlinde / Wansdorf. – Die Gutsarbeiterunterkünfte sind inzwischen in normale Wohnungen für Familien umgestaltet worden, in ihrem Fassadenbild jedoch kaum verändert.

## Zukünftige Entwicklung
Das Betondachsteinwerk Dachziegelwerke Nelskamp siedelte sich 1992 als erster neuer Nutzer auf einer Teilfläche des ehemaligen Stadtgutes an. Die Betriebsgesellschaft hofft auf den Zuzug weiterer Großbetriebe. Einige kleine Handwerkerfirmen haben sich auch bereits hier niedergelassen. – In einem ehemaligen Großspeicher soll langfristig Kultur etabliert werden. Dazu konnte im Jahr 2009 eine von ABM-Kräften zusammengetragene Ausstellung eröffnet werden, die die Geschichte der Berliner Stadtgüter und ihrer Gutshöfe von der Kaiserzeit bis heute darstellt. Weitere Veranstaltungen wie Lesungen oder Konzerte werden geplant.
Der frühere Schweinestall, schon in späten DDR-Zeiten zu einem Verwaltungsgebäude umgestaltet, wird als Bürohaus umgebaut. Das Archiv der Berliner Stadtgüter ist bereits dort eingezogen.